# コミッサール
コミッサール（ロシア語: Комиссар）は、ロシア語で政治官僚や行政官僚の両方に用いられる語。この肩書はソビエト連邦やピョートル1世時代からのロシアで用いられている。

## 歴史

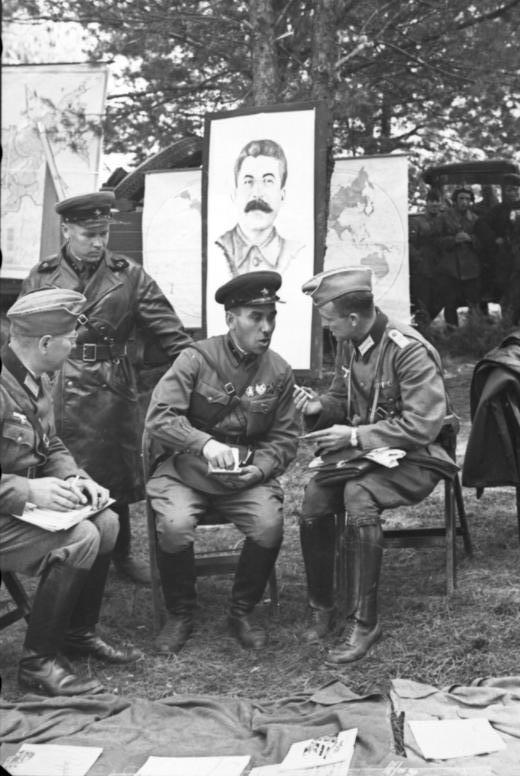
ブレストリトフスクにおける独ソ軍事行進における黒革ジャンパーのロシア人政治将校

コミッサールは地域の行政代表の為にロシア臨時政府（1917年3月から7月まで）時代に用いられたが、コミッサールという用語は、閣僚や軍の政治将校の為にロシア内戦時代に（白軍が反対派に向けて「ボリシェヴィキとコミッサール」という集合的な用語を広範に用いた）多数のチェーカーやボリシェヴィキやソヴィエト政府軍の軍事部門に関係している。

## コミッサールと称されるもの

### 人民委員
人民委員は人民委員会議で働く公務員であった。この肩書は最初（王党派やブルジョアの用語である大臣を嫌がって）ロシア・ソビエト連邦社会主義共和国で用いられ、ロシア内戦で多くのソヴィエトやボリシェヴィキが支配する国で真似された。
人民委員が率いる政府部門は、人民委員部と呼ばれた。
人民委員や人民委員部は、ソビエト連邦最高会議の法令により大臣や省に改名した。

### 政治将校
政治将校は部隊の司令官と同等の地位と権威を有する司令部の高級機関であった。政治将校は共産党による軍の動機付けを支配し改善する為に設立された。1917年からその前の臨時政府のようにボリシェヴィキは忠誠を怪しむ経験豊かな将校を当てにした。レフ・トロツキーは問題解決について要約した。「我々は軍の専門家を得てその左右に政治将校を置くのだ。[...]」政治将校を用いる初期の段階では司令官と政治将校双方でどちらが優先するかという軍事上の秩序は、問題にならなかったかも知れない。
多くの下級政治将校は、司令官級の将校と同じ軍事教練は決して受けなかった。コミッサールになるに先立ち該当者は最低3年間は共産党員として登録されなければならず特定の政治機関に参加しなければならずその多くは軍事優先の訓練を決して受けなかった。
部隊に二人の司令官がいるという1941年に遭遇した問題に続いてコミッサールなどの政治将校は、直接の指揮系統から排除された。その際政治将校は更に直接的に動機付けや規制を基本とした目的を持つものとされた。政治将校の分類も、「政治問題担当副長」の形式に変更された。コミッサール自体の特定の地位は、コミッサールが類似の司令官と軍事評議会を形成する連隊や方面軍でのみ存続した。

### 軍事委員
戦時委員と訳すヴォエンコム（ロシア語: военком）は、軍事委員会（軍務に人々を徴兵し軍事動員計画を実行し軍務に関する記録を保持する地域事務所）の代表である。

### 内務人民委員部
1930年代後半まで内務人民委員部のミリーツィヤ（民警）や国内軍には特定の階級がなく、代わりに様々な階級が用いられた。1935年、ミリーツィヤは標準的な階級と地位を併せた特別な階級制度を創設し、ミリーツィヤ型の監督官や理事の立場の最高級将校用のコミッサール型階級があったが、階級構成における新たに創設された内務人民委員部国家保安総局（旧ゲーペーウー）でこの制度は広く再利用された。
1943年からミリーツィヤはソ連地上軍に導入された新しい階級制度と記章に移行した。将官の代わりにたとえ軍で良く使う少将や中将、大将の肩章を用いたとしても最高級将校はミリーツィヤ・コミッサール3等、2等、1等を用いた。このコミッサールの階級は、1975年に類似の将官に置き換えられた。
GUGBも直ぐに将官のいるコミッサール型の階級に置き換えられたが1945年に軍形式の階級と記章に移行した。

## 同様の用語
人民委員は英語のcommissaryやフランス語のcommissaire、ドイツ語のKommissarのように様々な言語の肩書と関連がある。
commissaryという用語は、供給や装備（そしてコミッサリアート）と共に軍への支給を担当する将校を表すのにイギリスやアメリカ軍で用いられた。
フランス語の同様の用語は、アンシャン・レジームやフランス革命の軍隊における少佐の階級と同等のものを表している。このような役職は、士官ではないが、国王と国民議会それぞれの政治的権威に戻ったものである（派遣議員）。
ドイツの様々な歴史的な州は、政府の領域を超えて責任を有する行政官数人の為に国家弁務官（ライヒとKommissarの複合語）である同等の肩書を使っている。

## 参照
1. ↑  
Trotsky, Lev Davidovich Brian Pearce訳 (1981). How the Revolution armed, Volumes 4-5. New Park Publications. p. 125 2013年10月16日閲覧. "We took a military specialist and we put on his right hand and on his left a commissar — who was in those days something different from what he is today."